# San Barbato Lamie
San Barbato Lamie is een plaats (frazione) in de Italiaanse gemeente Villa Castelli.